# Hvis Lyset Tar Oss
Hvis Lyset Tar Oss (somme tider skrevet med småt: Hvis lyset tar oss) er det tredje studiealbum fra det norske black metal-band Burzum. Det blev udgivet i 1994 af Misanthropy Records og det eneste bandmedlem Varg Vikernes' eget pladeselskab Cymophane Productions. Som de fleste andre Burzum-udgivelser var materialet på albummet indspillet flere år før udgivelsen – nærmere bestemt i september 1992. I 2005 var albummet et af en række "klassiske black metal-album" der blev genudgivet af Back on Black som gatefold-lp.
Efterfølgende er albummets popularitet vokset i takt med black metals stigende popularitet, og det betragtes i dag som en klassiker indenfor genren.

## Produktion
Albummet er dedikeret til to andre fremtrædende norske black metal-musikere: Fenriz fra Darkthrone og Demonaz fra Immortal. Omvendt har Darkthrone også nævnt Vikernes i omslaget til deres album Transilvanian Hunger hvortil han skrev flere af sporenes tekster.
Ved albummets udgivelse løb Vikernes ind i flere problemer da han på daværende tidspunkt sad varetægtsfængslet under anklage for mord og ildspåsættelse. Dette gjorde at ingen etablerede pladeselskaber var interesserede i at udgive hans materiale. Vikernes havde oprindeligt planlagt selv at håndtere udgivelsen af albummet gennem sit eget Cymophane Productions, men grundet hans varetægtsfængsling var det ikke muligt. I protest mod at Vikernes ikke kunne få udgivet sit album stiftede en fan sit eget pladeselskab, Misanthropy Records, med det ene mål at udgive Hvis Lyset Tar Oss som dermed blev første materiale i selskabets bagkatalog. Misanthropy kom senere til at udgive samtlige af Burzums senere album såvel som flere album fra In The Woods..., Ved Buens Ende og Mayhem.

## Modtagelse
Anmelder Channing Freeman fra sputnikmusic skrev om Hvis Lyset Tar Oss: "Hvis Lyset Tar Oss viser genren i sin pureste og mest rå form. Mens bands såsom Ulver bragte en lettere og folk-inspireret lyd ind i musikken, såsom akustiske passager og messende, ren vokal har Vikernes valgt at gå en hårdere vej. De første tre spor på dette album er nogle af de mest brutale og uforsonlige sange jeg nogensinde har hørt." og stemplede albummet som "et af højdepunkterne inden for black metal".
Vikernes har selv beskrevet Hvis Lyset Tar Oss som "Det bedste Burzum-album" og Tartarean Desire har beskrevet det som det album som "dannede fundamentet for Burzums sande stil og tilpasser sig et konsistent og meget innovativt musikalsk formål".

## Musikalsk stil
Hvis Lyset Tar Oss er med dets "massivt dronende" musik og elektroniske arrangementer blevet set af nogle som et "stort kompositionsmæssigt skridt fremad". Albummet er blevet beskrevet som "atmosfærisk" og at det skaber en kraftig, udtryksfuld og intens stemning gennem metalmønstre".
Alle fire spor på albummet er mellem 7 og 15 minutter lange, og består hver af 4-5 forskellige harmoniske akkordsekvenser. De enkelte spors opbygning er blevet beskrevet som "rockende" men dog uden tekniske ornamenter, lette rytmeskift eller catchy melodier. Ifølge Tartarean Desire's anmelder var der "tydeligvis ingen interesse i at understrege de musikalske evner, så sangene får deres egen personlighed og fortryllelse, og reflekterer forfatterens visioner på en langt mere vellykket måde end de tidligere album". Vikernes' stemme, beskrevet som 'hans varemærke', er også blevet rost.
Albummet bærer en mere dominerende keyboardlyd end tidligere udgivelser, hvilket har fået nogle til at se Hvis Lyset Tar Oss som et "springbræt" mellem de tidligere udgivelsers rå black metal og den direkte ambient musik på album som Dauði Baldrs og Hliðskjálf.
Albummet er blevet hyldet for at bevise at "Burzum kan nå en Wagnersk intensitet blot ved at gentage lettere moduleret forvrængning".

## Omslag
Omslaget til Hvis Lyset Tar Oss viser, ligesom flere andre af Burzums album, et gammelt maleri af den norske kunstner Theodor Kittelsen, som var kendt for sine idealistiske afbildninger af "det utæmmede, hedenske Norge". Hvis Lyset Tar Oss' omslag viser foran maleriet Fattigmannen med ordet "Burzum" skrevet med gotisk skrift øverst til venstre og "Hvis lyset tar oss" skrevet i nederste højre hjørne. Bagsiden af omslaget viser ligeledes et af Kittelsens malerier. Vikernes har om valget af Kittelsens malerier til albummet udtalt at han valgte malerier fra Kittelsens serie om den sorte død "fordi albummet omhandler den åndelige sorte død som de fleste kender som judeo-kristendom", mens en anmelder fra Tartarean Desire har skrevet at omslaget "insinuerer hvad albummet handler om" med dets afbildning af "trøstesløshed, minder og meditative følelser".
Selvom materialet til Hvis Lyset Tar Oss blev indspillet i 1992 og albummet selv blev udgivet i 1994 står ® og © (begge Misanthropy) på bagsiden angivet til 1993.
Inde i omslaget vises endnu et Kittelsen-maleri, nemlig Pesta i trappen fra 1896.

## Spor
1. "Det Som En Gang Var" – 14:21
Sangen er blevet beskrevet som en black metal-hymne med sine stabile trommer akkompagneret af en nostalgisk elektronisk melodi. Vokalen kommer først ind efter syv minutter, og efter otte minutter bliver guitarens tone højere, skarpere og mere fremtrædende. Vokalen er blevet beskrevet som "et forfærdeligt skrig som har en dialog med majestætiske keyboardtema mens guitaren holder sig i baggrunden".[8] Et af de mere fremtrædende riffs i sangen er senere blevet brugt i Gorgoroths sang "An Excerpt of X" fra albummet Incipit Satan (2000).
2. "Hvis Lyset Tar Oss" – 8:05
Er i forhold til sin forgænger på albummet væsentligt mere rå. Starter med kaotiske riffs og trommer for efterfølgende at etablere en melodi og til sidst vende tilbage til udgangspunktets kaos.[8]
3. "Inn I Slottet Fra Droemmen" – 7:52
En sang der starter kaotisk og først finder sit egentlige melodiske tema da en anden guitar bryder ind et godt stykke inde i sangen.[8]
4. "Tomhet" – 14:12
Albummets eneste ambient nummer som for størstedelens vedkommende spilles udelukkende af keyboards. Først efter 10 minutter kommer en underliggende trommen ind. Nummeret er blevet beskrevet som "en stille elektronisk sonate som kunne være blevet komponeret til en New Age-mediteringssession".[8]

## Fodnoter
1. ↑  "Hvis Lyset Tar Oss" (engelsk). Encyclopaedia Metallum. Hentet 2. februar 2009.
2. ↑  "Burzum - Discography - Official Releases - "Hvis Lyset Tar Oss" 1994" (engelsk og russisk). Burzum, officiel hjemmeside. Hentet 2. februar 2009. Hvis Lyset Tar Oss] på burzum.org
3. 1 2 3  Freeman, Channing (17. december 2006). "Burzum - Hvis Lyset Tar Oss Review" (engelsk). sputnikmusic. Hentet 2. februar 2009.
4. ↑  Sætning på omslaget af Hvis Lyset Tar Oss: "Hvis Lyset Tar Oss er dedikert til mine broedre, Fenriz og Demonaz. Nordens Skalder, foelg den brune lampe og dens Hofding!"
5. 1 2  "Misanthropy Records's Label Page" (engelsk). Last.fm. Arkiveret fra originalen 28. marts 2009. Hentet 2. februar 2009.
6. ↑  Chris Mitchell (10. maj 2005). "Interview with Varg Vikernes" (engelsk). The Metal Crypt (arkiveret på Burzum.org). Hentet 13. april 2009. This is, as I see it, the best Burzum album
7. 1 2 3 4 5 6  Fjordi. "REVIEW: Burzum - Hvis Lyset Tar Oss" (engelsk). Tartarean Desire. Arkiveret fra originalen 9. juni 2009. Hentet 2. februar 2009.
8. 1 2 3 4 5 6  Scaruffi, Piero. "The History of Rock Music. Mayhem: biography, discography, review, links" (engelsk). Hentet 2. februar 2009.
9. ↑  "Bands" (engelsk). Hentet 2. februar 2009. The Count has often used artwork by the artist Theodor Kittelsen, who is well known for his idealistic paintings of supposedly untamed 'pagan' Norway.
10. ↑  Yiovanitis, Tolis (1997). "BURZUM INTERVIEW (METAL HAMMER, HELLAS, AUTUMN 1997)" (engelsk og græsk). Burzum.org (oprindeligt græsk Metal Hammer). Hentet 2. februar 2009.